# Turrillas (kommunhuvudort)
Turrillas är en kommunhuvudort i Spanien.   Den ligger i provinsen Provincia de Almería och regionen Andalusien, i den södra delen av landet, 400 km söder om huvudstaden Madrid. Turrillas ligger 845 meter över havet och antalet invånare är 247.
Terrängen runt Turrillas är kuperad söderut, men norrut är den platt. Runt Turrillas är det ganska glesbefolkat, med 30 invånare per kvadratkilometer. Närmaste större samhälle är Níjar, 8,8 km sydost om Turrillas. Omgivningarna runt Turrillas är i huvudsak ett öppet busklandskap.